# Pietro Piani
Pietro Piani (Faenza, 13 febbraio 1770 – Bologna, 18 ottobre 1841) è stato un pittore e decoratore italiano.

## Biografia
Secondo la tradizione, l’artista si sarebbe formato da autodidatta. Collaborò con alcuni dei più noti rappresentanti dell'arte neoclassica italiana, tra i quali Felice Giani, con il quale realizzò cicli di pitture murali e composizioni figurate a Faenza, a Ravenna e a Cesena.
Come decoratore Pietro Piani si distinse presso la Fabbrica Ferniani. Qui ebbe come maestro Luigi Benini, dove imparò la pittura su ceramica. Inoltre fu apprezzato per la realizzazione di raffinate vedute (Paesaggio con cascata, La via dei Sepolcri e Resti di tempio antico, Faenza, Pinacoteca Comunale), composizioni floreali e nature morte. L'impostazione scenografica delle sue rappresentazioni paesistiche, arricchita di componenti neoclassiche e romantiche, trovò eco nelle decorazioni murali realizzate dai fratelli Liverani, tanto da far supporre una sua attività anche in quel genere di pittura.

Dal 1796 al 1800 successe al maestro nella direzione artistica della Fabbrica.  Successivamente le fonti ricordano una sua attività presso la corte di Monaco di Baviera, dove risiedette intorno al 1830. 
Ritornò in Italia, nello specifico a Bologna, dove visse gli ultimi anni, morendo nel 1841.

### Opere in musei
- Pinacoteca Comunale - museo dell'Azienda Municipale - Cesena
6 paesaggi, tempera su tela
- https://www.pinacotecafaenza.it/sale/sala6/852-2/[collegamento interrotto], Faenza, Pinacoteca Comunale
- https://www.pinacotecafaenza.it/sale/sala6/815-2/[collegamento interrotto], Faenza, Pinacoteca Comunale
- https://www.pinacotecafaenza.it/sale/sala6/1249-2/[collegamento interrotto], Faenza, Pinacoteca Comunale
- https://www.pinacotecafaenza.it/sale/sala6/1248-2/[collegamento interrotto], Faenza, Pinacoteca Comunale